# Lónyaytelep
Ez a szócikk Budapest egyik városrészéről szól. Ugyanígy nevezik Petrilla romániai város egyik városrészét is.
Lónyaytelep Budapest XVIII. kerületének egyik városrésze.

## Fekvése
- Határai: a MÁV szolnoki vonala a Mikszáth Kálmán utcától – Thököly út – Üllői út – Mikszáth Kálmán utca a MÁV szolnoki vonaláig.

## Története
A területet gróf Lónyay Menyhértről nevezték el, akinek a Villatelepen volt nyaralója. A gróf mintegy 125 holdas telket vásárolt 1875-ben és azt felparcelláztatta.